# Солонь

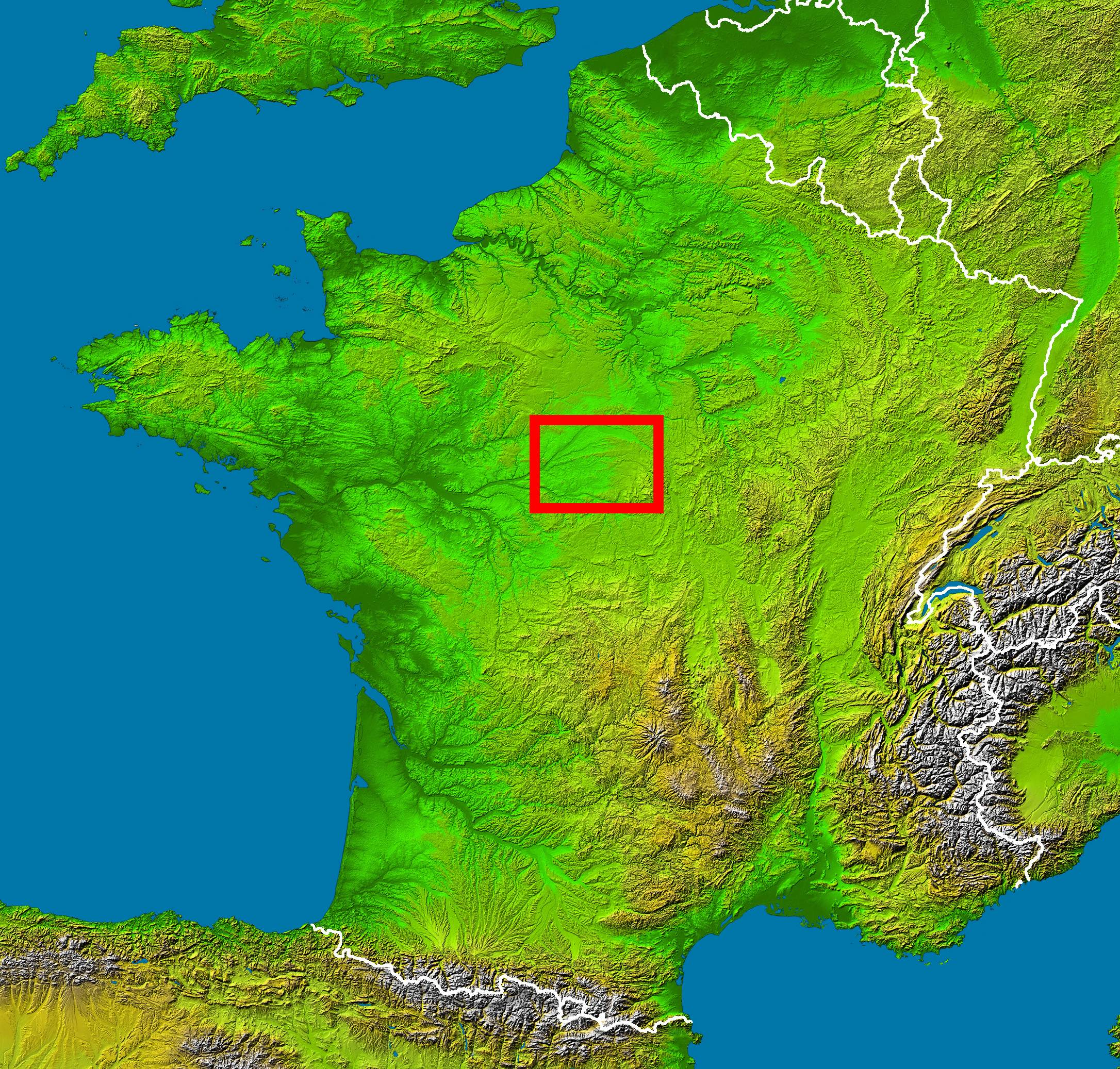

Солонь (фр. Sologne) — географічний регіон у центральній Франції.
Розташована в північній течії Луари на території департаментів Луар і Шер, Луаре та Шер. Площа регіону — близько 5 000 км². Переважно лісиста та болотиста територія. У сільському господарстві зернові культури переважають виноградники. Навіть назва території походить від латинського secale (жито). У регіоні збереглося кілька старовинних замків (Шеверні, Борегар, Шомон-сюр-Луар), що належать до групи замків Луари.

## Географічне положення
Солонь — природний заповідник Франції, розташований в адміністративному районі Центр. Простираючись від Луари до Шеру, вона знаходиться на півдні Орлеане́.
Майже завжди Солонь зберігала риси дикої природи і вологий, а часом і небезпечний характер. Бідні піщано-глинисті ґрунти бувають сирими взимку та сухим літом. Вони не сприяють розвитку сільського господарства і дуже довго призводили до поширення хвороб (наприклад, малярії).
Переважно Солонь відома своїми ставками, які займають близько 12 000 гектарів, що становить 2 % від усієї території, і лісами, описаними у творі «Кролик» (Raboliot) письменника Моріса Женевуа. Солонь підтримує стійкі традиції рибальства та полювання, які часто мають приватний характер.
Раніше болотисту місцевість, Солонь осушено за наказом Наполеона III.

### Головні міста
Найбільші міста: Роморантен-Лантене (17 000 мешканців); Оліве (19 000 мешканців), лише частина якого належить до Солоні; Ла Ферте-Сан-Обан, Сальбрі і Ламотт-Беврон.
Йдеться про природний район, який дозволив створити офіційні адміністративні кордони, див. закон від 27 червня 1941 року, про значущість цієї території, яка вважається позбавленою природних ресурсів. Указ від 17 вересня 1941 р., що привів у дію закон від 27 червня 1941 р., офіційно встановлює список із 127 селищ, що входять до складу Солоні.

### Клімат
Клімат Солоні особливий. Мінімальні температури особливо низькі через піщані ґрунти. Ґрунт легко насичується зимовими водами, але влітку він стає дуже сухим.

### Гідрографія
Тут багато річок: Беврон, Бонер, Шер, Коссон, Нер, Рер, Велика Содр, Мала Содр, Содр, Таронн та Канал Содри.
Також є понад 3000 озер, головними з яких є: озеро Криниць, озеро Бомон, Жиродієр, Тейє, Ну, Нове озеро, Перрет, озеро Долини, Озеро Великої Корбуа, Марсії, Бінош, Велике озеро Руї, Егійон, озеро Полів.

### Транспортні шляхи
Область перетинають автомагістралі A71 і A85, а також залізничні лінії Обіньї-сюр-Нер — Орлеан і Обре — Орлеан — Монтобан — Віль — Бурбон.
Залізниця Блан-Аржан забезпечує пасажиропотік на вкороченій лінії, с октября 2009 года, на дільниці між Сальбрі (Луар і Шер) та Валансе (Ендр) через Роморантен-Лантене.
На початку XX століття компанія Трамваї Солоні забезпечувала сполучення, між Брінон-сюр-Содр і Роморантен-Лантене через Орлеан.

## Топоніміка
Назва Солонь зустрічається у формах Secalaunia (не датована), Secalonia в 651, а також Sabulonia (від sabulum — пісок).
Згідно з Альбером Доза і Шарлем Ростаном, перша частина слова представляє пролатинський корінь «sec-» (болото), як і в назві Сени Sequana.

## Адміністративне управління
Назви кількох поселень у Солоні мають галльське походження, а численні тумулуси свідчать, що Солонь була заселеною вже в період Залізної доби. Основні річки також мають назви кельтського (галльського) походження: Коссон, Беврон (річка бобрів), Таронн («швидка річка»). Верхня частина річки Содр і Беврон, створювали кордони між двома важливими кельтськими народами: карнутами на півночі та бітуригами на півдні. Вона відповідає тому величезному лісовому масиву, який древні автори називали «Лісом карнутів», у якому містився головний неметон Галлії, який вважали особливо важливим, тому що він належав усім племенам Галлії (Омфал), і свідчив про галльську приналежність, яка перевершує племінні відмінності.
Озера безперечно стали більш численнішими від XI до XIII століття, що дозволило оздоровити вологі та болотисті землі. Їхня кількість досягла 4000 на XVI століття.
Столітня війна не обійшла Солоні: Роморантен-Лантене узяв Чорний Принц. Жанна д'Арк пройшла через цей район. Наприкінці війни, відновлення країни супроводжується зміною пейзажу та створенням численних озер, оскільки рибництво було вигіднішим, ніж сільське господарство.
Наприкінці XV століття король та його двір приїжджали сюди відпочивати. Людовік XII облаштувався в Роморантені. Франциск I зустрів тут Клод Французьку, з якою згодом одружився. Солонь була на той час відносно благополучною. У період Відродження буржуазія і дворянство відчували особливий інтерес до клімату Солоні. У цей короткий період процвітання збудовано численні замки та маєтки дворян і заможних городян, зокрема, Замок Шамбор та Шеверні. Під час подальших релігійних воєн частина орних земель виявилася занедбаною.
Протягом XVII і XVIII століть землі стали заболочуватися і область збідніла. Солонців не зачепила революційна колотнеча. Адміністративна реформа поділила Солонь між трьома департаментами: Луар і Шер, Луаре та Шер. Сеньєр Жером де Бельфор будує у цих місцях свій замок.
З приходом до влади в 1852 році Наполеона III, тоді ще президента Республіки, але майбутнього імператора і власника маєтку в Ламот-Бевроні, Солонь отримала значні субсидії і знову зазнала відносного зростання. Інтерес, який імператор відчував до Солоні, зокрема завдяки родинним зв'язкам по материнській лінії (мати Гортензія де Богарне, численні предки якої мали маєтки в Солоні), популярність серед любителів полювання і залізниця в 1847, привабили велику буржуазію. Так буржуазія змінила аристократів.
Регіон переважно сільськогосподарський, проте важливою є текстильна промисловість у Роморантені, яка тривалий час була єдиною індустрією області. Промисел сягає середньовічної епохи і набув особливого значення на початку XIX століття завдяки мануфактурі братів Норманів, потім, у XX столітті, занепав. Відтоді сільське господарство та лісова промисловість відійшли на другий план. Полювання швидше приносить більший дохід.
Святими Солоні є свята Корнелія із Жуї-ле-Потьє на півночі та свята Монтена на півдні.
Територія Солоні охоплює декілька областей:
- На національному рівні : змішаний синдикат Південної Долини Солоні[fr][9]
- Громади муніципалітетів[fr] : Солонь озер[fr][10], Солонь річок[fr][11], Шер — Солонь[fr][12], Серце Солоні[fr][13], Содр і Солонь[fr][14] або область Шамбор[fr].

## Природне середовище

### Екологія
Територія Солоні вписується в програму «Натура 2000» трьома зонами.
Найбільша зона називається Солонь, її площа становить 3461,84 км², більше половини міститься в департаменті Луар і Шер. Простягається з півночі на південь, від південної частини орлеанської агломерації до північної частини В'єрзону, і із заходу на схід, від західної частини агломерації міста Блуа до Обіньї-сюр-Нер.
Друга заповідна зона називається Озера Солоні, це зона особливої охорони птахів (ЗОО) від березня 2006 року, входить до складу першої зони. Ця зона займає 296,24 км² і простягається з півночі на південь, від Ла-Мароль-ан-Солоні до північного сходу Роморантена-Лантене та із заходу на схід від Курмемену до Нуан-ле-Фюзельє.
Третя зона, що також входить до складу першої, відповідає області Шамбор і частково вписана у всесвітню спадщину ЮНЕСКО. Від березня 2006 року її класифіковано як зону особливої охорони птахів, вона охоплює 46,65 км² на околицях Шамбору. У квітні 2002 року цю область пропоновано на звання пам'ятки суспільного значення.
Ділянка НАТУРА 2000 року в Солоні є найбільшою наземною пам'яткою громадського значення в Європі, її площа становить 3461.84 км², тобто приблизно 9 % від загальної площі району Центр — Долина Луари.
Відносна охорона цих заповідних місць забезпечується завдяки техногенезу. Пасовища дозволяли вести автарктичний (самодостатній) спосіб життя. До кінця Другої світової війни вони майже повністю зникли. Відтепер більшість Солоні перебуває відмовляється від сільського господарства. Сучасне лісове господарство, як і раніше, має великий інтерес до лісу Солонь, завдяки різноманітності його флори та фауни.

### Флора

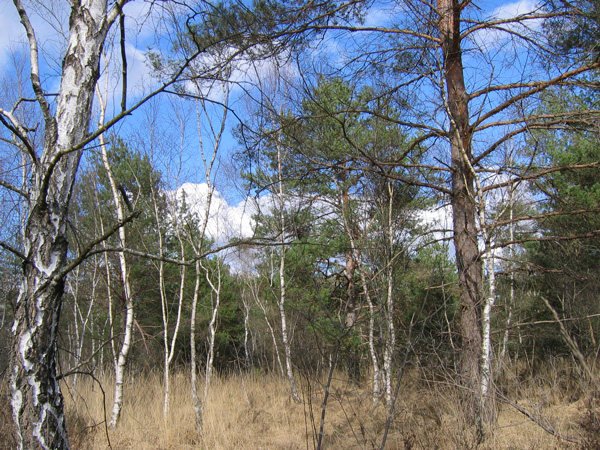
Ялиновий та березовий ліс у Солоні

Ліс займає три чверті території Солоні. Найпоширенішими лісами є ацидофільні, пристосовані до бідних і кислих ґрунтів. Вони складається з лісових масивів різних типів: дубові й букові ліси, паркові ліси, великі приватні лісові володіння. Тут можна зустріти звичайний, піренейський і скельний дуби, граб, польовий клен, білий клен, ліщину, березу, сосну, приморську сосну, псевдотсугу Мензіса, кілька видів буків, осик та ясенів. Навесні, завдяки цвітінню, можна помітити дикі фруктові дерева: груші, яблуні, круглолисту горобину та черешню.
У підлісках можна знайти різні види первоцвітів: первоцвіт весняний, барвінок малий, гіацинт лісовий з фіолетовими дзвіночками, лісові фіалки.

### Фауна
У Солоні мешкає багато диких тварин: псові та мустелові такі як лисиці, куниці, горностаї, кам'яні куниці, ласки, лісові тхори. Серед зайцеподібних, дикий кролик — символ популярного в Солоні полювання, яке нині[коли?] обмежено через міксоматоз.

## У культурі
- Жан-Філіп Рамо «Солонські дурні» («Les niais de Sologne»).
- Фільм Як прогуляти школу з користю (L'école buissonnière), Франція, 2017 р. Режисер Ніколя Ваньє.